# 愛知県公文書館
愛知県公文書館（あいちけんこうぶんしょかん）は、愛知県名古屋市中区三の丸二丁目にある愛知県の公文書館。

## 概要
1986年（昭和61年）7月1日、同年に竣工した愛知県自治センター内に開館した。その目的として「歴史的価値のある県の公文書その他資料を収集し、整理し、及び保存するとともに、その活用を図り、もって学術及び文化の発展に寄与すること」を掲げている。
自治センター7・8階に閲覧室・開架室および展示施設と閉架書庫などを置いており、収蔵能力は当初計画で約29万冊。平成27年度末時点で地籍図・地籍帳、愛知県庁文書、名古屋藩庁文書、郡役所文書などの公文書や各種刊行物、古文書などの原本および複製本、マイクロフィルムなど約18万点を所蔵している。公文書等の収集・整理・保存およびその利用、展示、調査研究をその業務としており、県民を対象とした古文書講座の開催のほか機関紙として『愛知県公文書館だより』を発行して公文書館の広報・利用促進を図っている。なお、所蔵する資料については館内での閲覧のみで館外貸出は行なっていない。

## 利用情報
- 開館時間
  - 午前9時 - 午後5時[4]
- 休館日
  - 土曜日、日曜日、国民の休日[4]
  - 年末年始（12月28日から1月4日）[4]
  - 整理期間（春季）[4]